# 柏林漢堡車站
柏林漢堡車站（德語：Hamburger Bahnhof），現為漢堡車站美術館（德語：Hamburger Bahnhof – Museum für Gegenwart）是位於德國首都柏林的一座美術館，主要收藏當代藝術的作品，也是國家美術館的一部分。

## 外部連結
- 官方网站

52°31′42″N 13°22′20″E / 52.52833°N 13.37222°E